# L'Assomption de la Vierge (Vesoul)
Pour les articles homonymes, voir Assomption.
L'Assomption de la Vierge également appelée « Gloire de Battant », est un groupe sculpté monumental situé au sein de l'église Saint-Georges de Vesoul (Haute-Saône). L'oeuvre est de dimension considérable (6 mètres de largeur pour 8 mètres de hauteur).

## Histoire
Fabriquée en bois et en plâtre au début du XVIIIe siècle, l'oeuvre provient de la chapelle des Dames de Battant de Besançon, construite entre 1714 et 1720. L'auteur de la sculpture n'est pas connu.
En 1903, l'oeuvre est offerte à l'église Saint-Georges de Vesoul, probablement par Harold Fachard, alors maire de Vesoul. Elle est installée dans le transept gauche de l'église. La sculpture est restaurée en 2007-2008, au cours de la rénovation générale de l'église.
Le 39 septembre 1911, la sculpture est classée monument historique au titre d'objet au sein de la base Palissy.

## Description
La Vierge Marie est représentée debout, au centre d'une gloire composée notamment d'anges, de nuages et de rayons divers.